# Народна Республіка Кампучія
Народна Республіка Кампучія (НРК) — держава, що виникла в Камбоджі в результаті Кампучійсько-в'єтнамського конфлікту, після розгрому в'єтнамськими військами режиму червоних кхмерів. Уряд (Державна рада Народної Кампучії) очолив Хенг Самрін.
Незважаючи на те, що нова республіка, що замінила Демократичну Кампучію, була незрівнянно м'якшою за жорстку диктатуру Пол Пота, зарубіжні спостерігачі неодноразово звинувачували кампучійський уряд у порушеннях прав людини. У свою чергу, до самої своєї відставки, Хенг Самрін протистояв участі ООН у процесі національного примирення в Камбоджі. Більшість країн-членів ООН під тиском США, КНР та країн АСЕАН в той час визнавали Коаліційний уряд Демократичної Кампучії, яке керувалось «червоними кхмерами» в коаліції з двома некомуністичними повстанськими угрупованнями. Уряд Хенг Самріна визнавався державами соціалістичного табору та країнами соціалістичної орієнтації, що розвиваються.
1987 року уряд Народної Республіки Кампучія на чолі з Хун Сеном  був змушений погодитись на діалог з опозицією, виведення в'єтнамських військ і проведення вільних виборів під контролем ООН. У квітні 1989 року країну було перейменовано на Державу Камбоджа, в липні Національні збори у Пномпені ухвалили декларацію про постійний нейтралітет країни, та до кінця вересня 1989 року з Камбоджі було виведено в'єтнамські війська.